# アットフリード
@FreeD（アットフリード）はNTTドコモが提供していた、PHS回線を利用した定額制のプロバイダへのインターネット回線提供サービスである。
DDIポケット（現ウィルコム）のAirH"に対抗して、ドコモPHSの回線を用い、2003年4月1日に開始された。
月額4,880円、年額一括払いでは48,000円で、最大64kbpsの通信速度を利用できる。通信方式にPIAFS（回線交換方式）のドーマント方式を採用した。
2005年4月30日をもって@FreeDを含むドコモPHSの新規契約の受付が終了し、2008年1月7日をもって、@FreeDを含む全てのドコモPHSサービスが終了した。
@FreeD代替サービスとして、FOMAハイスピード（HSDPA）対応端末をPC等に接続する、最高速度64kbpsのモバイルデータ通信定額制サービス「定額データプラン64K」が月額4,200円で、2007年10月より提供されている。

## 対応プロバイダ
- mopera
- AOL
- @nifty
- BIGLOBE
- So-net
- OCN
- ODN
- ぷらら
- Panasonic hi-ho
- DTI
- アルファインターネット
- ASAHIネット
- リムネット
- SANNET
- デオデオエンジョイネット
- ReSET.JP
- ZERO
- ライブドア
- 3WEB
- 生協インターネット
- interQ MEMBERS
- BBplus
- KIWI internet
- コガネット
- Amusement BiG-NET
- はまっこ
- ホッカイ・ネット
- 四国インターネット
- 群馬インターネット
- WAKWAK
- TikiTikiインターネット
- U-netSURF
- ミンク・インターネット
- アレスネット
- リンククラブインターネット
- サザンクロス
- α-Web
- DS Networks
- 117net
- AIRnet
- いわみインターネット
- SYNAPSE
- まねきねこ
- アーバンインターネット
- do!up
- インフォスフィア
- @nsk
- JENS SpinNet
- インターネットMAGMA
- Apionet
- IIJ
- コスモスネットコミュニケーションズ
- Kagoya Internet Routing
- PUON
- シャープスペースタウン
- ドルフィンインターネット
- info Pepperインターネットサービス
- E-JAN
- エヌネット
- inet!コミュニケーションズ
- まほろば
- 三重インターネットサービス(mint)
- ネットウェーブ四国
- OKBNET
- CYBER STATION
- 神戸ポートネット
- CDS-Net
- tcp-ip
- インターネット・プロ東海
- ウェルネットコミュニティーズ
- スカイラブネット
- mitene internet service
- Webしずおか
- MEGAfit
- NET@VEGA
- TOKAIネットワーククラブ
- クオリア
- サン・インターネット
- AT&Tビジネス・インターネットサービス
- インターネット三重
- えるねっと迫
- いずもネット
- インターネット中部
- インターリンク
- fit接続サービス
- フリードウェイ
- ニルスインターネットブロードバンドサービス
- NTSnets
- OAN
- HITWave
- ツインインターネット
- かなざわネット
- Canonet
- ejnet
- ふれあいインターネットサービス
- シーネットアイ
- 天糸瓜ネット